# Samsung Euro Championship 2007
World Cyber Games Samsung Euro Championship 2007 odbyły się w niemieckim Hanowerze w dniach 15 – 18 marca 2007 podczas targów CeBIT. W turnieju wzięło udział około 260 zawodników z 26 krajów. Pula nagród wynosiła 110 000 $.
Polacy zdobyli złoty medal w konkurencji Need for Speed i srebrny w konkurencji Counter-Strike. W klasyfikacji medalowej zajęli 3 miejsce.

## Rozgrywane konkurencje
Uczestnicy Samsung Euro Championship w 2007 roku rywalizowali w 6 konkurencjach.

- Strzelanka pierwszoosobowa
  -  Counter-Strike

- Real-Time Strategy
  -  Warcraft III: The Frozen Throne

- Sport
  -  FIFA 07

- Sztuki walki
  -  Dead or Alive 4

- Wyścigi
  -  Need for Speed: 
Carbon
  -  Project Gotham Racing 3

## Państwa biorące udział w Samsung Euro Championship 2007
W turnieju Samsung Euro Championship 2007 wystartowało około 260 reprezentantów 26 krajów.
- Austria
- Bułgaria
- Francja
- Hiszpania
- Holandia
- Niemcy
- Polska
- Portugalia
- Rosja
- Rumunia
- Szwajcaria

## Polscy reprezentanci
Polska po raz 3. uczestniczyła w Samsung Euro Championship. Reprezentacja Polski liczyła 7 e-sportowców.

### Zdobyte medale

#### Złote
- Krzysztof Sojka – Need for Speed: Carbon (18 marca)

#### Srebrne
- Mariusz Cybulski, Jakub Gurczyński, Filip Kubski, ŁukaszWnęk, Wiktor Wojtas – Counter-Strike (18 marca)

### Reprezentanci
Counter-Strike
- Mariusz Cybulski (Pentagram G-Shock)
- Jakub Gurczyński (Pentagram G-Shock)
- Filip Kubski (Pentagram G-Shock)
- Łukasz Wnęk (Pentagram G-Shock)
- Wiktor Wojtas (Pentagram G-Shock)

Need for Speed: Carbon
- Krzysztof Sojka (Too Fast Clan)

Warcraft III: The Frozen Throne
- Tomasz Pilipiuk (Team Delta)

## Medaliści
| Konkurencja           |                                                     | |                                                     |
| Counter-Strike        | Zespół: SK Gaming SpawN Allen RobbaN Snajdan fisker | Zespół: Pentagram G-Shock Filip Kubski Łukasz Wnęk Wiktor Wojtas Mariusz Cybulski Jakub Gurczyński | Zespół: MeetYourMakers juve9le REAL prb DaY elemeNt |
| Dead of Alive         | Niemcy                                              | Wielka Brytania                                                                                    | Szwajcaria                                          |
| FIFA                  | Ukraina                                             | Hiszpania                                                                                          | Niemcy                                              |
| Need for Speed        | Krzysztof Sojka Pseudonim: TFC\|Chris               | Steffan Amende Pseudonim: H2k\|Steffan                                                             | Pseudonim: mouz\|Salvadore                          |
| Project Gotham Racing | Holandia                                            | Francja                                                                                            | Austria                                             |
| Warcraft III          | Pseudonim: SK.HoT                                   | Pseudonim: 4K^ToD                                                                                  | Manuel Schenkhuizen Pseudonim: 4K^Grubby            |

## Klasyfikacja medalowa
| Lp. | Państwo         | złoto | srebro | brąz | razem | +/- SEC 2006 |
| --- | --------------- | ----- | ------ | ---- | ----- | ------------ |
| 1.  | Ukraina         | 2     | 0      | 0    | 2     | n/d          |
| 2.  | Holandia        | 1     | 1      | 1    | 3     | 0            |
| 3.  | Polska          | 1     | 1      | 0    | 2     | +2           |
| 4.  | Niemcy          | 1     | 0      | 1    | 2     | -3           |
| 5.  | Szwecja         | 1     | 0      | 0    | 1     | n/d          |
| 6.  | Francja         | 0     | 2      | 0    | 2     | -2           |
| 7.  | Wielka Brytania | 0     | 1      | 0    | 1     | n/d          |
| 7.  | Hiszpania       | 0     | 1      | 0    | 1     | -4           |
| 9.  | Austria         | 0     | 0      | 2    | 2     | -1           |
| 10. | Norwegia        | 0     | 0      | 1    | 1     | n/d          |
| 10. | Szwajcaria      | 0     | 0      | 1    | 1     | -5           |